# Pedro Estrada Royo
Pedro Estrada Royo (Madrid, 1982) es un periodista, divulgador cultural y escritor, autor, entre otros títulos, de La maldición de Trefoil House, Zen y la colección Vinlandia. Como divulgador cultural es conocido por su labor en el canal de YouTube presentado por su esposa, Raquel de la Morena.

## Biografía
Licenciado en Periodismo por la Universidad Carlos III de Madrid en 2004, trabajó en las redacciones de Europa Press, Aragón Press, Marca, Motociclismo y Muy Interesante. Ejerció como jefe de edición de la revista mensual FHM durante cinco años y ha escrito para todo tipo de revistas: DT, Gentleman, Nox, OK!, Lío... También fue, durante varios años, supervisor de cuentas en la agencia MRM//McCann.
En 2009 publica su primera obra, Perdidos en el tiempo, escrita junto a su esposa, la también periodista y escritora Raquel de la Morena. Le siguieron Misión bajo cero y Desafío Ninja. En 2011 publica el primer volumen de la colección juvenil Peliculibros 3D, titulado Monstruos en Acción, escrito a cuatro manos con Raquel de la Morena, que alcanza la quinta edición. En mayo de 2012 publica el segundo título de Peliculibros 3D: Odisea Espacial, al que siguen Magos y Dragones y La Gran Aventura.
En 2017 publica, con la editorial Naufragio de Letras, La maldición de Trefoil House, una novela-espejo de temática sobrenatural dirigida al público joven adulto y, gracias a ella, fue finalista en la categoría de Mejor Autor a Cuatro Manos en los Premios Avenida de los Libros 2017. En 2018 inicia una nueva colección juvenil, Vinlandia, con el libro titulado El Guerrero Fantasma, al que siguen La Leyenda del Wendigo en 2019 y Los Hijos de Loki en 2021. Esta colección fue publicada en Francia por la editorial Hachette y transformada en audiolibros por la editorial Audible.
En 2020 publica Zen, una novela joven-adulto escrita a cuatro manos con Raquel de la Morena.
Sus obras han sido traducidas al francés, al chino, al turco y al catalán.
Ganador del XIV Premio Enrique Tierno Galván de relato.

## Obras
- 2021: Vinlandia 3: Los hijos de Loki
- 2020: Zen
- 2019: Vinlandia 2: La Leyenda del Wendigo
- 2018: Vinlandia 1: El Guerrero Fantasma
- 2017: La Maldición de Trefoil House
- 2014: Peliculibros 3D 4: La Gran Aventura
- 2012: Peliculibros 3D 3: Magos y Dragones
- 2012: Peliculibros 3D 2: Odisea Espacial
- 2011: Peliculibros 3D 1: Monstruos en Acción
- 2011: Desafío Ninja
- 2009: Misión Bajo Cero
- 2009: Perdidos en el Tiempo